# Отель «У погибшего альпиниста» (фильм)
«Отель „У погибшего альпиниста“» (эст. «Hukkunud Alpinisti» hotell) — советский фантастический художественный фильм 1979 года, созданный на киностудии Таллинфильм по мотивам одноимённого повести братьев Стругацких, последняя работа режиссёра Григория Кроманова.
Как и повесть, фильм был спланирован в жанре детектива. Стругацкие заявляли в посвящении к повести, что его следует рассматривать как «отходную жанру детектива».
Фильм был снят на эстонском языке, а затем дублирован киностудией Ленфильм на русский язык. Впервые публике картина была представлена 27 августа 1979 года на территории Эстонской ССР.

## Сюжет
Инспектор Глебски прибывает в отель «У погибшего альпиниста» по анонимному вызову. Отель этот расположен в отдалённом районе, в ущелье, скрытом среди гор, в некой условной европейской стране (при подъезде к отелю из приёмника автомобиля слышна речь на французском языке). Само название отеля — «У погибшего альпиниста» объясняется довольно просто: однажды здесь погиб альпинист, сорвавшийся со скалы. После него осталась только его верная собака — сенбернар Лель. В самом отеле висит портрет этого альпиниста, возле которого любит спать верный Лель.
В этом отеле почти все постояльцы довольно странны, особенно господин и госпожа Мозес, а также Олаф Андварафорс. Позже появляется ещё один странный тип — Луарвик, который не может связать и пары слов. Господин Мозес и Луарвик оказываются пришельцами, а госпожа Мозес и Олаф — их роботами, хотя все они и выглядят как обычные люди. И в горах их постигла беда.
Детектив развивается по законам жанра. После мощного снегопада, когда отель оказывается отрезанным от внешнего мира, в один прекрасный момент появляется «труп». Инспектор Глебски приступает к расследованию, применяя все свои стандартные навыки. Однако расследование псевдоубийства Олафа заходит в тупик. И вот когда, казалось бы, все хитросплетения сюжета распутаны, а инопланетяне могут благополучно покинуть Землю, появляется вертолёт гангстеров, и их убивают.
Человечество в лице инспектора могло бы оказать большую услугу пришельцам, дав им сбежать, но Глебски вёл себя как порядочный полицейский, подчиняющийся лишь здравому смыслу и должностным инструкциям, что привело к трагической развязке.
В финале фильма инспектора мучают сомнения, всё ли он сделал так, как надо.

## Создание фильма
Картина создавалась киностудией «Таллинфильм» с участием эстонских, латышских и литовских актёров. Режиссёр — Григорий Кроманов, оператор — Юри Силларт. В киноленте использована электронная музыка эстонского композитора Свена Грюнберга. Художником по костюмам выступил модельер Вячеслав Зайцев. Оригинальный язык фильма — эстонский. По признанию критиков, оператором Юри Силлартом и художником-постановщиком Тыну Вирве была сделана поистине великолепная операторская работа, создавшая особый колорит и мощную таинственную атмосферу происходящего, заменившую собой все спецэффекты. Фильм почти полностью снят на крупных и средних планах, с использованием пейзажных съёмок, сделанных недалеко от горнолыжного курорта «Чимбулак» в местечке «Ворота Туюк-Су» в горах Заилийского Алатау над Алма-Атой (Казахстан). Критики говорили об интересном сочетании нуарного стиля и научной фантастики.
В 1980 году кинофильм получил престижный приз «Серебряный астероид» (2-е место за сценарий и музыку Свена Грюнберга) на ежегодном Международном кинофестивале фантастического кино в Триесте (Италия).
В фильме использована композиция Visionary Mountains группы Manfred Mann’s Earth Band.

## Роли исполняли / дублировали
- Улдис Пуцитис / Александр Демьяненко — инспектор Глебски
- Юри Ярвет / Алексей Кожевников — Алекс Сневар, хозяин отеля
- Лембит Петерсон[эст.] / Олег Борисов — Симонэ
- Микк Микивер / Юрий Соловьёв — Хинкус
- Карлис Себрис / Николай Федорцов — господин Мозес
- Ирена Кряузайте[лит.] / Жанна Сухопольская — госпожа Мозес
- Сулев Луйк / Борис Аракелов — Луарвик
- Тийт Хярм / Геннадий Нилов — Олаф
- Нийоле Ожелите / Елена Ставрогина — Брюн
- Карин Райд[эст.] — Кайса